# Ophiorrhiza incarnata
Ophiorrhiza incarnata är en måreväxtart som beskrevs av Cecil Ernest Claude Fischer. Ophiorrhiza incarnata ingår i släktet Ophiorrhiza och familjen måreväxter. Inga underarter finns listade i Catalogue of Life.